# Region Halton

położenie regionu

Region Halton, Halton Region - jednostka administracyjna kanadyjskiej prowincji Ontario leżąca w południowym Ontario.
Region tworzą między innymi miasta:
- Burlington
- Halton Hills
- Milton
- Oakville